# Сигнал (журнал, 1905)
«Сигнал» — сатирический журнал Корнея Чуковского, выходивший в Петербурге во время Революции 1905 года. Один из наиболее популярных и интересных в литературном плане изданий подобного рода, появившихся в начале XX века в России.

## История

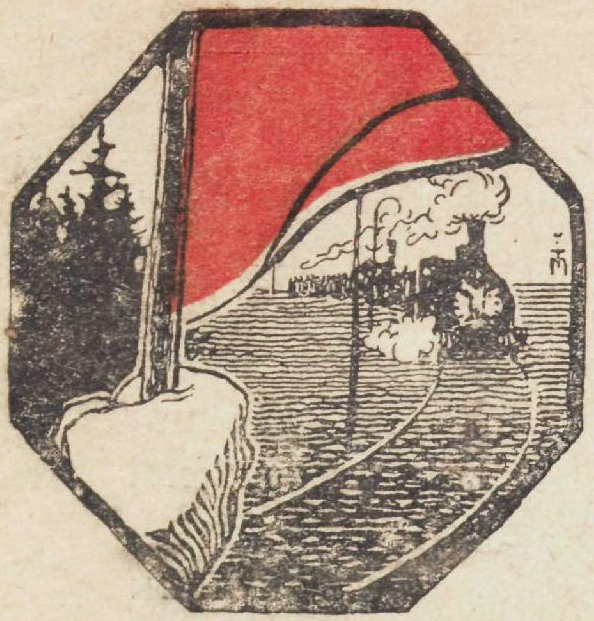
Эмблема журнала

Осенью 1905 года одесский журналист Корней Чуковский переехал в Петербург. Ещё в Одессе, став свидетелем восстания на броненосце «Потёмкин», он решил создать сатирический журнал в духе «Искры». Возможность осуществить задуманное появилась только после обнародования манифеста 17 октября, который предоставлял свободу слова.
Заручившись поддержкой Осипа Дымова и других известных писателей, Чуковский 13 ноября 1905 года выпустил первый номер «иллюстративного органа политической сатиры» под названием «Сигнал». Как позднее признавался сам Чуковский, он не помнил, почему было выбрано такое название. По мнению Тамары Карловой, название означало «сигнал, предупреждавший, что время царизма закончилось». На эмблеме журнала был изображён поезд с двуглавым орлом, которому преграждала путь рука с красным флагом. Первый номер начинался со стихов Чуковского, написанных под влиянием Уолта Уитмена.
«Загорелою толпою

Подымайтесь, собирайтесь для потехи, для игры,

В барабаны застучите, наточите топоры!

Оставайся кто захочет,

Мы должны идти, родные, нас удары ждут в бою!»
В первом номере была опубликована карикатура Петра Троянского, изображавшая погром, который производили генерал Дмитрий Трепов, глава петербургской полиции Николай Клейгельс, Константин Победоносцев и Иоанн Кронштадтский. Трепов держал в руках бумагу с надписью «Патронов не жалеть». Троянский изобразил надпись так, что её можно было прочитать: «Па-тронов не жалеть». По воспоминаниям Чуковского, торговцы, продавая «Сигнал», кричали: «Тронов не жалеть — пятачок!».
В журнале, помимо Осипа Дымова, принимали участие Надежда Лохвицкая (Тэффи), Фёдор Сологуб, Ольга Чюмина, Владимир Ермилов (отец советского литературоведа В. Ермилова), Николай Минский, Михаил Свободин, Пётр Потёмкин. Среди сотрудников журнала был указан и одесский знакомый Чуковского, журналист и сионист Владимир Жаботинский, но какие публикации принадлежат ему, неизвестно. Финансировал журнал оперный певец Леонид Собинов.

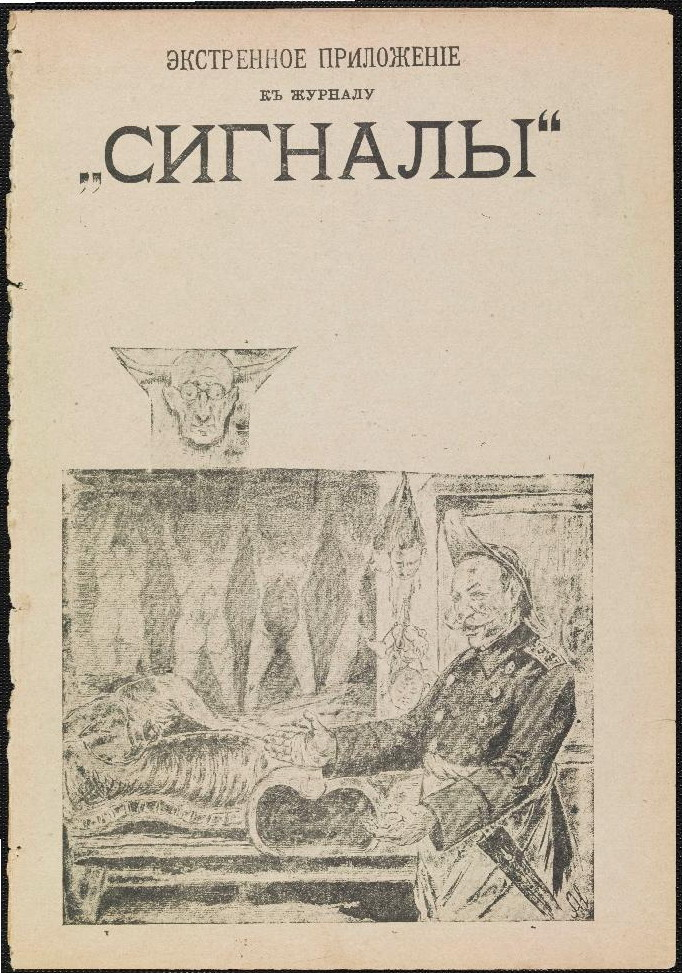
Экстренное приложение к журналу «Сигналы»

Чуковский успел выпустить три номера журнала. 2 декабря он был вызван к следователю Цезарю Обух-Вощатынскому. Следователь предъявил ему обвинение в оскорблении императора, в оскорблении членов императорской семьи и в потрясении основ государства. Чуковский не смог внести залог в 10 000 рублей, и его взяли под стражу. Четвёртый (как оказалось, последний) номер вышел, когда Чуковский находился в тюрьме. 11 декабря залог заплатила жена Александра Куприна Мария, и Чуковский был выпущен. В середине декабря Чуковского приговорили к заключению под стражу на шесть месяцев, а журнал был закрыт. Чуковский обратился за помощью к адвокату Оскару Грузенбергу.
8 января 1906 года вышло «Экстренное приложение к журналу „Сигналы“». Редакция сообщала, что журнал меняет название и теперь называется «Сигналы». Поскольку Чуковскому было запрещено занимать должность редактора, то редактором был указан журналист Владимир Турок.
В конце января Чуковский получил новую повестку. На этот раз залог в 1000 рублей заплатила Ольга Чюмина. К тому времени Чуковский уже работал секретарём у критика Евгения Ляцкого. 22 марта 1906 года дело Чуковского слушалось в особом присутствии петербургской судебной палаты. Обвинителем был прокурор судебной палаты П. К. Камышанский. Благодаря защите Грузенберга приговор о заключении под стражу был отменён, но журнал был навсегда закрыт.
Почти через 60 лет, 21 и 28 февраля 1964 года Корней Чуковский опубликовал в «Литературной газете» мемуарную статью «Сигнал» (была перепечатана в 6-томном и в 15-томном собраниях сочинений Чуковского).

## Характеристика

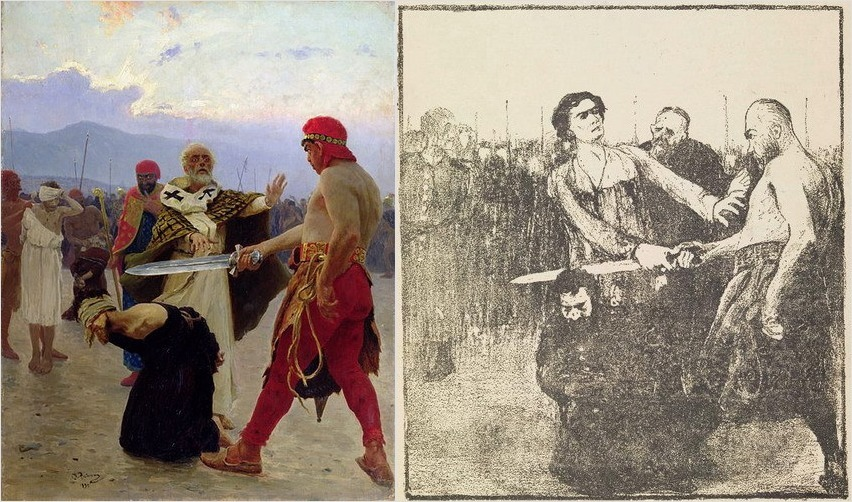
Картина Репина и иллюстрация из журнала

Всего вышло четыре номера «Сигнала»: 13 ноября, 19 ноября, 27 ноября и 4 декабря. Каждый номер состоял из восьми полос.
«Сигнал» и «Пулемёт» стали первыми сатирическими журналами, которые вышли после манифеста 17 октября. За ними последовали «Жупел», «Зритель», «Адская почта», «Маски» и многие другие. В декабре 1905 — январе 1906 года в двух российских столицах насчитывалось уже около ста сатирических журналов.
Для своей эпохи «Сигнал» был «типичным и уникальным одновременно». Объектами критики выступали Николай II, министры, антисемитские погромы, правительственные репрессии. Журнал высмеивал конкретных лиц (премьер-министра Сергея Витте, министра внутренних дел Петра Дурново), но почти никогда не называл их фамилий или искажал их: так, Победоносцев был назван П. О. Бедоносцев. Но «главной мишенью» для Чуковского являлся русский царь.
«Сигнал» был журналом пародий. Осип Дымов пародировал сказки и задачи по математике. Иллюстрации часто представляли известные картины, переиначенные в сатирических целях. Например, на картине Ильи Репина «Николай Мирликийский избавляет от смерти трёх невинно осуждённых» фигура святого была заменена фигурой рабочего. Основными цветами журнала были чёрный и красный.
«Красный нёс всю идейную нагрузку: то окроплял, будто кровью, мундиры, то подчёркивал зарево пожарищ, то отсветом обречённости ложился на правительственные фигуры, то, сосредоточившись в красном флаге, выражал энергию восставших. Красный цвет был композиционным центром, а следовательно, и центром обличительной мысли».
Автор биографии Чуковского в серии «ЖЗЛ» считает, что редакция «Сигнала», состоявшая из интеллигенции, оправдывала террор против властей. В первом номере был опубликован рецепт бомбы: «Берут скверного министра, двух хороших лошадей, одного кучера и оставляют четыре колеса». Там же была напечатана карикатура, изображавшая могилу министра внутренних дел Вячеслава Плеве, убитого эсером-террористом, с надписью: «Hier liegst der Hund begraben» (с нем. — «Здесь зарыта собака»).
С переименованием в «Сигналы» в журнале стало появляться больше материалов чисто литературного характера. После закрытия журнала Чуковский, по собственному признанию, понял, что общественный деятель из него не получится. Карлова трактует эти слова так, что Чуковский осознал своё настоящее призвание — «быть литератором, а не журналистом».